# Польсько-венесуельські відносини
Польсько – Венесуельські відносини стосуються дипломатичних відносин між Республікою Польща та Боліваріанською Республікою Венесуела.

## Історія
У 1630-х між герцогом Якобом Кетлером та королем Речі Посполитої Іоанном II Казимиром Вазою пропонувались ідеї щодо польської колонізації Венесуели. Польські кораблі досліджували поселення в межах Карибського басейну і чотири рази намагалися створити колонію на сусідньому острові Тобаго, однак спроба колонії зазнала невдачі, і всі плани створення колонії у Венесуелі похитнулись.  У 1787 році польський король Станіслав Август Понятовський приймав майбутнього венесуельського воєначальника та революціонера Франциско де Міранду на кілька днів у Каневі (на території сучасної України) коли Міранда подорожував Європою.  Під час війни за незалежність Венесуели кілька польських офіцерів служили і боролися за незалежність Венесуели проти іспанських військ. Один польський офіцер Ізидор Боровський боровся за незалежність Венесуели і був підвищений до генерала Сімоном Боліваром.  Незабаром після здобуття Венесуелою незалежності невелика кількість поляків іммігрувала до Венесуели, багато з них вчені, священнослужителі, архітектори та інженери. 
У 1918 Польща відновила свою незалежність після Першої світової війни. Того ж року глава держави Польщі Юзеф Пілсудський проінформував усі незалежні держави, включаючи Венесуелу, про нещодавно отриману незалежність Польщі. У 1933 р. Польща та Венесуела офіційно встановили дипломатичні відносини. Спочатку Польща акредитувала посла у Венесуелі в її дипломатичній легації в Мехіко, Мексика з 1933 по 1942 рік, а потім у Боготі, Колумбія, з 1942 по 1944 рік. Одночасно Венесуела акредитувала свого посла у Берліні, Німеччина до Польщі.  Під час Другої світової війни обидві держави входили до складу союзників, проте Венесуела не брала участі у війні у військовій формі, а уряд Венесуели підтримував дипломатичні відносини з польським урядом у вигнанні в Лондоні. Незабаром після закінчення війни уряд Венесуели налагодив стосунки з Тимчасовим урядом національної єдності Польщі в 1945 р. 
У період з 1947 по 1949 рік до Венесуели прибуло приблизно 4000 поляків, багато хто з таборів біженців у Німеччині та велика кількість колишніх солдатів польських збройних сил. У 1948 році в Каракасі була створена перша польська організація - Союз поляків у Венесуелі.  У 1952 році Венесуела припинила дипломатичні відносини з Польщею, коли польський уряд проголосив комуністичну систему всередині країни. Відносини були відновлені в 1960 р.  У 1980 році Лех Валенса, очолюючи Польську профспілку "Солідарність", відвідав Венесуелу. У 1989 році Лех Валенса здійснив другий візит до Венесуели, де його нагородив Президент Карлос Андрес Перес орденом Франциско де Міранда. 
У червні 2000 року делегація Венесуели здійснила офіційний візит до Польщі та зустрілася з польськими парламентаріями та сенатором для двосторонніх конференцій з питань відносин між обома країнами. У 2003 році польська делегація відвідала Венесуелу.  У січні 2013 року під час першого Саміту між Співтовариством держав Латинської Америки та Карибського басейну та Європейським Союзом, що відбувся в Сантьяго, Чилі міністри закордонних справ Еліас Яуа та Радослав Сікорський зустрілися та підписали кілька двосторонніх угод про співпрацю. 
Під час президентської кризи у Венесуелі Польща офіційно визнала Хуана Гуайду тимчасовим президентом Венесуели в лютому 2019 року. 

## Двосторонні відносини
Обидві держави підписали кілька двосторонніх угод, таких як Угода про культурне співробітництво (1973); Угода про науково-технічне співробітництво (1988); Угода про скасування віз для власників дипломатичних та службових паспортів (1996) та Угоди про економічне, енергетичне, інфраструктурне, сільськогосподарське, туристичне та екологічне співробітництво (2013).  

## Торгівля

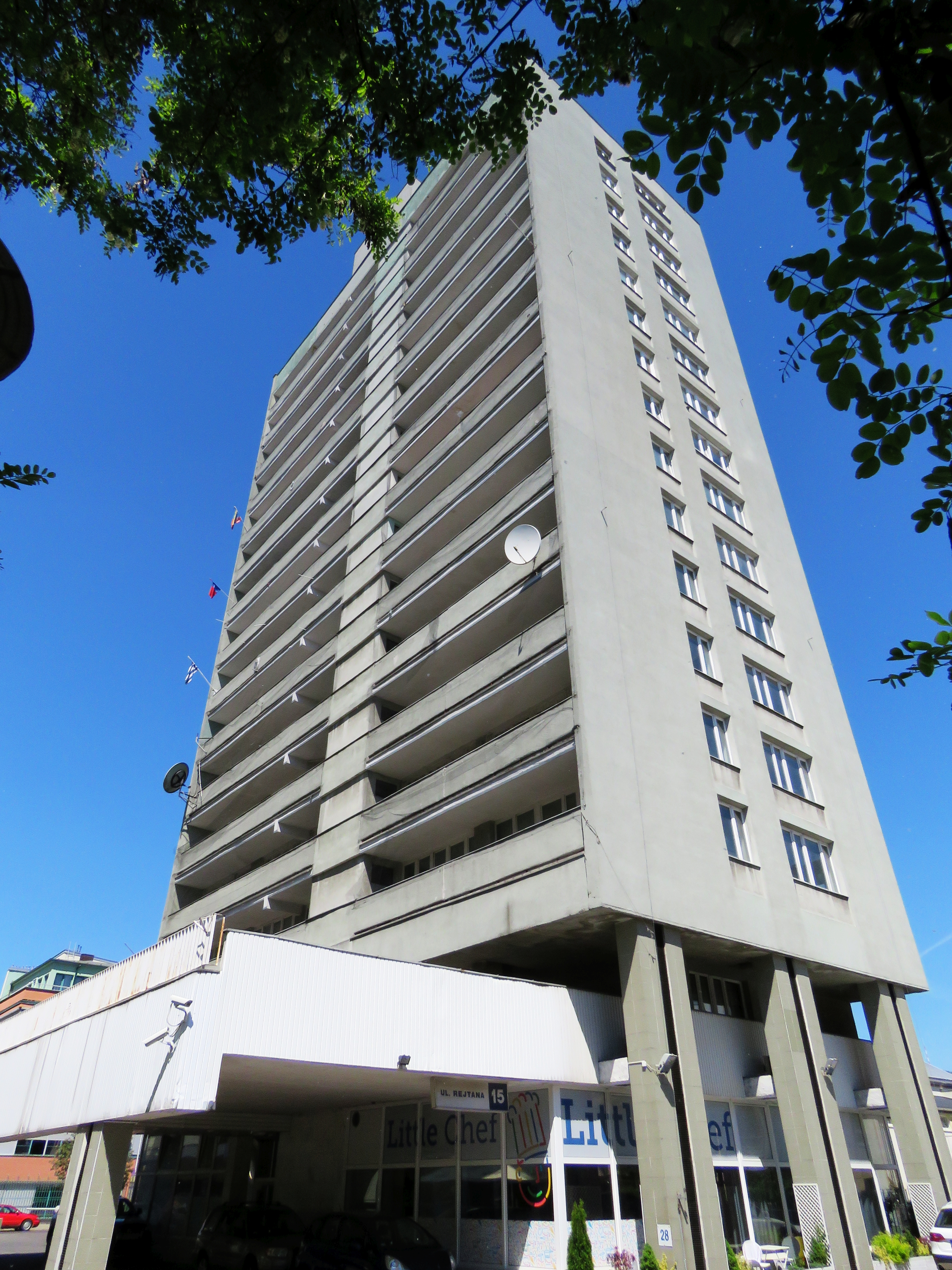
Будинок, де розміщено посольство Венесуели у Варшаві

У 2014 році товарообіг між Польщею та Венесуелою становив 117 мільйонів доларів США, однак через поточну кризу у Венесуелі торгівля між двома країнами значно зменшилася.  У 2017 році товарообіг між Польщею та Венесуелою становив 40,4 млн. Доларів США.  Основним експортом Польщі до Венесуели є: електронне обладнання, сталеве обладнання, меблі та продукти харчування (сир та сухе молоко). Основним експортом Венесуели до Польщі є: сировина, алюміній та хімічна продукція.  Протягом багатьох років уряд Венесуели купував у Польщі кілька літаків Skytruck для армії Венесуели . 

## Постійні дипломатичні представництва
- Польща має посольство в Каракасі. [6]
- Венесуела має посольство у Варшаві. [7]